# Dobrodošli
"Dobrodošli" (em cirílico: Добродошли; em português: Bem-vindo) é uma canção da cantora montenegrina Nina Žižić. A canção foi escrita por Boris Subotić e Violeta Mihajlovska Milić. A canção representou Montenegro no Festival Eurovisão da Canção de 2025 mas não foi apurada para a final.

## Festival Eurovisão da Canção
A 10 de outubro de 2024, a Rádio e Televisão de Montenegro anunciou que tinha selecionado a canção «Dobrodošli», interpretada por Nina Žižić, como uma das canções a competir no «Montesong 2024», o concurso nacional montenegrino para selecionar a sua representação no Festival Eurovisão da Canção de 2025. A 27 de novembro de 2024, a canção ganhou o 1.º lugar entre os juízes e o quarto lugar entre o público na competição, colocando-a em 2.º lugar geral, um ponto atrás da canção vencedora «Clickbait», interpretada pela banda Neonoen. No entanto, a 4 de dezembro de 2024, a banda Neonoen retirou-se da Eurovisão por ter apresentado anteriormente a sua entrada em 2023, o que constituía uma violação das regras do concurso internacional. A 8 de dezembro, a Rádio e Televisão de Montenegro anunciou que a canção que ficou em 2.º lugar no Montesong 2024, “Dobrodošli”, representaria Montenegro na Eurovisão.